# Caracol de Pascal
O limaçon ou caracol de Pascal é uma concoide de uma circunferência que passa pelo pólo. É um tipo de epitrocoide.
Um caso particular de limaçon são as cardioides. Neste caso, sua equação em coordenadas polares é:
{\displaystyle \rho =2a\cos \omega +h}
Quando h=2 a, obtém-se a cardioide:
{\displaystyle \rho =2a(1+\cos \omega )}